# مصطفى خالف
مصطفي خالف هو لاعب كرة قدم مغربي في مركز الوسط، ولد في 10 يناير 1964 في الدار البيضاء في المغرب. لعب مع نادي الرجاء الرياضي.

## وصلات خارجية
- مصطفي خليفة على موقع قاعدة بيانات كرة القدم.إي يو (الإنجليزية)
- مصطفي خليفة على موقع ناشيونال فوتبول تيمز (الإنجليزية)